# جشنواره فیلم کن ۱۹۶۶
نوزدهمین دوره جشنواره فیلم کن در این دوره ۲۵ فیلم برای نخل طلا رقابت کردند که پرندگان، زنبورهای عسل و ایتالیایی‌ها برنده نخل طلا شد. رئیس هیئت داوران سوفیا لورن بود.

## هیئت داوران

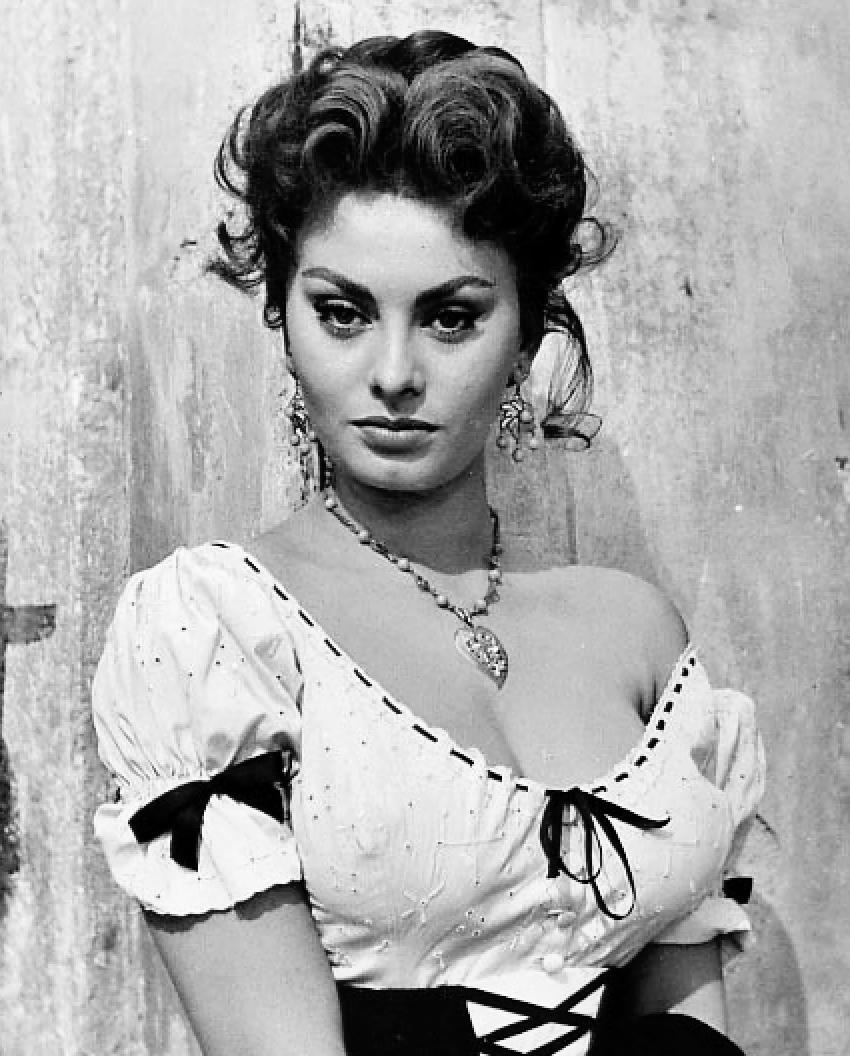
سوفیا لورن، رئیس هیئت داوران

- مارسل آشار
- وینیسیوس دی مورائس
- موریس ژنووا
- ژان ژیونو
- ریچارد لستر
- آندره موروا
- مارسل پانیول
- آرمان سالاکرو
- پیتر اوستینوف
- بو ویدربرگ

## کاندیدای نخل طلا
این لیست نام بعضی از فیلم هاست که برای نخل طلا کاندیدا شدند
- الفی - لوئیس گیلبرت
- برانالونه - ماریو مونیچلی
- سلام، این منم! - فرونزه دولاتیان
- ناقوس‌های نیمه‌شب - اورسن ولز
- با باد شرق - ماریو کاموس
- دکتر ژیواگو - دیوید لین
- Dýmky - وویکش یاسنی
- یک مرد و یک زن - کلود للوش
- Der junge Törless - فولکر اشلوندورف
- لنین در لهستان - سرگی یوتکویچ
- مادمازل - تونی ریچاردسون
- Modesty Blaise - جوزف لوزی
- مورگان، بیمار مناسبی برای درمان by کارل رایز
- Ön - آلف خوباریا
- خاکستر - آندری وایدا
- راهبه - ژاک ریوت
- دومی‌ها - جان فرانکن هایمر
- پرندگان، زنبورهای عسل و ایتالیایی‌ها - پیترو جرمی
- گرسنگی - هنینگ کارلسن
- گردآوری - میکلوش یانچو
- پرنده‌های بزرگ و پرنده‌های کوچک - پیر پائولو پازولینی

## برندگان
- نخل طلا:

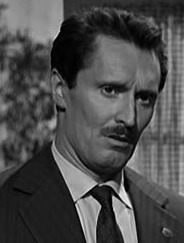
پیترو جرمی، برنده نخل طلا

  - پرندگان، زنبورهای عسل و ایتالیایی‌ها پیترو جرمی
  - یک مرد و یک زن - کلود للوش
- جایزه هیئت داوران جشنواره فیلم کن: الفی (فیلم ۱۹۶۶) - لوئیس گیلبرت
- جایزه بهترین بازیگر مرد جشنواره فیلم کن: پر اسکارشون برای گرسنگی (فیلم ۱۹۶۶)
- جایزه بهترین بازیگر زن جشنواره فیلم کن: ونسا ردگریو برای مورگان، بیمار مناسبی برای درمان
- جایزه بهترین کارگردان جشنواره فیلم کن: سرگی یوتکویچ برای Lenin v Polshe